# Ida Carrara
Ida Carrara (Bonorva, 16 giugno 1928 – Catania, 5 dicembre 2013) è stata un'attrice italiana.

## Biografia
Era l'ultima degli undici figli di Aristide, originario di Agrigento, e di Cesira Tolu, originaria di Guspini in Sardegna.
Era la sorella dell'attrice Francesca, nota con lo pseudonimo di Franca Manetti (San Piero Patti 1908 - Roma 1993), dell'attrice Maria nota con lo pseudonimo di Maria Tolu (morta ultranovantenne a Catania il 10 maggio 2002) e dell'attore Mario Carrara, nato in provincia di Lecce nel 1913 e scomparso nel 1996. Era zia di Fioretta Mari.
Attrice giovane con la compagnia di Paola Borboni,  nel 1948 entrò nella siciliana Compagnia di Rosina Anselmi e Michele Abruzzo.
Durante la stagione 1948-'49 fece parte della Compagnia di Rosso di San Secondo con Rocco D'Assunta.
Nel 1951 sposò l'attore catanese Turi Ferro, compagno d'arte e di vita.
Nel 1958 entrò nella compagnia del Teatro Stabile di Catania. Nella stagione 1959-60 interpretò Così è (se vi pare) di Luigi Pirandello, nella parte della Signora Frola, accanto a Virginia Balistrieri.
Il suo repertorio è molto vasto e ricco, non soltanto di autori siciliani come Giovanni Verga, Federico De Roberto, Giuseppe Fava, Leonardo Sciascia, Dacia Maraini, soprattutto Luigi Pirandello, ma anche fra gli altri opere di Cechov, Molière, García Lorca, O'Neill, Williams, Kristof, Uhry, Higgins.
Nel 2010, in una delle ultime apparizioni, fu tra le protagoniste di Sicilian Tragedi di Ottavio Cappellani.
Dal matrimonio con Turi Ferro sono nati tre figli: Enza (n. 1951), che non si occupa di teatro, Guglielmo (n. 1965), regista e Francesca (n. 1974), attrice e regista.

## Teatro
- Lu cavalieri Pidagna, di Luigi Capuana, regia di Umberto Benedetto (1959)
- La caccia al lupo, di Giovanni Verga, regia di Anton Giulio Bragaglia
- Giacomino re del grano, di Giovanni Guaita, regia di Accursio Di Leo (1959)
- Liolà, di Luigi Pirandello, regia di Accursio Di Leo (1959)
- L'aria del continente, di Nino Martoglio, regia di Giovanni Calendoli (1960)
- Pensaci, Giacomino!, di Luigi Pirandello, regia di Ottavio Spadaro (1960, 1999)
- La bella addormentata, di Rosso di San Secondo, regia di Giuseppe Di Martino (1961)
- Domini, di Saverio Fiducia, regia di Accursio Di Leo (1961)
- Fiat voluntas Dei di Giuseppe Macrì, regia di Renato Pinciroli (1961)
- Il marchese di Ruvolito, di Nino Martoglio, regia di Umberto Benedetto (1961)
- L'altalena, di Nino Martoglio, regia di Accursio Di Leo (1962)
- Gatta ci cova, di Antonio Russo Giusti, regia di Renato Pinciroli (1962)
- Vestire gli ignudi, di Luigi Pirandello, regia di Guido Salvini (1962, 1973)
- La lupa, di Giovanni Verga, regia di Giuseppe Di Martino (1962)
- Fumo negli occhi, di Faele e Romano, regia di Renato Pinciroli (1962)
- Questo matrimonio si deve fare, di Vitaliano Brancati, regia di Umberto Benedetto (1963)
- Il giorno della civetta, adattamento di Leonardo Sciascia e Giancarlo Sbragia, regia di Mario Landi (1963)
- Questa sera si recita a soggetto, di Luigi Pirandello, regia di Giuseppe Di Martino (1963)
- Mariana Pineda, di Federico García Lorca, regia di Giuseppe Di Martino (1963)
- Né di Venere né di Marte, di Faele e Romano (1963)
- Affari di stato, di Louis Verneuil (1963)
- Dal tuo al mio, di Giovanni Verga, regia di Giuseppe Di Martino (1963, 1987)
- Il giuoco delle parti, di Luigi Pirandello, regia di Flaminio Bollini (1964)
- Ma non è una cosa seria, di Luigi Pirandello, regia di Andrea Camilleri (1964, 1979)
- L'uomo e la sua morte, di Giuseppe Berto, regia di Andrea Camilleri (1964)
- Lu surdatu Vantaloru, adattamento e regia di Turi Ferro (1965)
- Il rosario, di Federico De Roberto (1965, 2007)
- Gli abusivi, di Turi Vasile (1965)
- Zio Vanja, di Anton Čechov, regia di Edmo Fenoglio (1965)
- L'isola dei pupi, di Turi Ferro (1965)
- Sei personaggi in cerca d'autore, di Luigi Pirandello, regia di Edmo Fenoglio (1966)
- Un certo giorno di un certo anno in Aulide, di Vico Faggi, regia di Giuseppe Di Martino (1966)
- L'avaro, di Molière, riduzione in dialetto siciliano di Pippo Marchese, regia di Umberto Benedetto (1966)
- Yerma, di Federico García Lorca, regia di Mario Ferrero (1967)
- Il malato immaginario di Molière, riduzione in dialetto siciliano di Turi Ferro e Gerardo Farkas, regia di Umberto Benedetto (1967)
- Il matrimonio del signor Mississippi, di Friedrich Dürrenmatt, regia di José Quaglio (1968)
- Le bisacce del lupinaio, di Luigi Capuana (1968)
- Turchetta ovvero la commedia degli scambi, di Giovanni Guaita, regia di Giacomo Colli (1968)
- Le vacche grasse, tre atti unici, regia di Romano Bernardi (1968)
- Liolà, di Luigi Pirandello, regia di Turi Ferro (1968)
- I Viceré, adattamento di Diego Fabbri, regia di Franco Enriquez (1969, 1994)
- I mafiosi, di Leonardo Sciascia, regia di Fulvio Tolusso (1969)
- La violenza, di Giuseppe Fava, regia di Giacomo Colli (1970)
- La vita che ti diedi, di Luigi Pirandello, regia di Mario Landi (1970)
- Don Giovanni in Sicilia, adattamento di Ghigo De Chiara, regia di Romano Bernardi (1970)
- Il caso di Sara T., di Nicola Saponaro, regia di Romano Bernardi (1971)
- Il paraninfo, di Luigi Capuana, regia di Umberto Benedetto (1971)
- Il berretto a sonagli, di Luigi Pirandello, regia di Romano Bernardi (1971, 1982, 1986, 1993, 1995)
- Cavalleria rusticana, di Giovanni Verga (1972)
- Il proboviro, di Giuseppe Fava, regia di Virginio Puecher (1972)
- Come prima, meglio di prima, di Luigi Pirandello (1972)
- Anna Christie, di Eugene O'Neill, regia di Giacomo Colli (1974)
- Così è (se vi pare), di Luigi Pirandello, regia di Giuseppe Di Martino (1976, 2008)
- Vita dei campi, di Giovanni Verga, regia di Lamberto Puggelli (1976)
- Il consiglio d'Egitto, adattamento di Ghigo De Chiara, regia di Lamberto Puggelli (1976)
- Zoo di vetro, di Tennessee Williams, regia di Giuseppe Di Martino (1977)
- Un andaluz tan claro, di Federico García Lorca, regia di Giuseppe Di Martino (1977)
- Dal tuo al mio, di Giovanni Verga, regia di Lamberto Puggelli (1977)
- A ciascuno il suo, di Leonardo Sciascia, regia di Lamberto Puggelli (1980)
- La signora Morli, una e due, di Luigi Pirandello, regia di Lamberto Puggelli (1980)
- Le troiane, di Seneca, regia di Roberto Guicciardini, Teatro di Segesta (1981)
- I Malavoglia, adattamento di Ghigo De Chiara, regia di Lamberto Puggelli (1982, 1998)
- Ultima violenza, di Giuseppe Fava, regia di Lamberto Puggelli (1983)
- Nozze di sangue, di Federico García Lorca, regia di Roberto Guicciardini (1983)
- Che magnifica nottata, di Nino Lombardo, regia di Giuseppe Di Martino (1984)
- Il giardino dei ciliegi, di Anton Čechov, regia di Lamberto Puggelli (1985)
- Il sindaco del rione Sanità, di Eduardo De Filippo, regia di Antonio Calenda (1986)
- Il gallo, di Tullio Kezich, regia di Lamberto Puggelli (1989)
- Servo di scena, di Ronald Harwood, regia di Guglielmo Ferro (1993)
- Il Gattopardo, adattamento di Biagio Belfiore, regia di Lamberto Puggelli (1996)
- Pensaci, Giacomino!, di Luigi Pirandello, regia di Guglielmo Ferro (1999)
- La cattura, novella di Luigi Pirandello adattata da Andrea Camilleri, regia di Giuseppe Dipasquale (2001)
- Le città del mondo, di Elio Vittorini, regia di Armando Pugliese (2002)
- Tra vestiti che ballano, di Rosso di San Secondo, regia di Romano Bernardi (2002)
- Il marinaio, di Fernando Pessoa, regia di Guglielmo Ferro (2002)
- La chiave dell'ascensore, di Ágota Kristóf, regia di Guglielmo Ferro (2002, 2003, 2008)
- La signora Lèuca, adattamento di Giuseppe Dipasquale e Andrea Camilleri, regia di Giuseppe Dipasquale (2004)
- Ecuba o della guerra, testo e regia di Giuseppe Dipasquale (2004)
- A spasso con Daisy, di Alfred Uhry, regia di Emanuela Pistone (2006)
- Maude, adattamento e regia di Emanuela Pistone (2007)
- Il Rosario di Federico De Roberto e L'altro figlio di Luigi Pirandello, regia di Giuseppe Dipasquale (2007)
- Così è (se vi pare), di Luigi Pirandello, regia di Guglielmo Ferro (2008)
- Di Cristu la morti e passioni,  coordinazione di Federico Magnano San Lio (2008)
- Colomba, di Dacia Maraini, di Federico Magnano San Lio (2009)
- Sicilian Tragedi, di Ottavio Cappellani, regia di Guglielmo Ferro (2010)
- La ballata del vecchio marinaio, di Samuel Taylor Coleridge, regia di Guglielmo Ferro (2010)

## Filmografia

### Cinema
- Un uomo da bruciare, regia di Valentino Orsini, Paolo e Vittorio Taviani (1962)
- Un caso di coscienza, regia di Giovanni Grimaldi (1970)
- Andata e ritorno, regia di Donatella Finocchiaro – documentario (2011)
- Il migliore studio della città, regia di Francesco Maria Attardi – cortometraggio (2012)

### Televisione
- Serata con Giovanni Verga, regia di Daniele D'Anza (1967)
- Cavalleria rusticana, regia di Ottavio Spadaro (1967)
- La famiglia Ceravolo, regia di Melo Freni – film TV (1985)
- Die Väter des Nardino, regia di Wolf Gaudlitz – film TV (1991)
- Paolo Borsellino, regia di Gianluca Maria Tavarelli – miniserie TV (2004)
- Senza via d'uscita - Un amore spezzato, regia di Giorgio Serafini – miniserie TV (2007)

## Prosa radiofonica Rai
- L'aria del continente, di Nino Martoglio, regia di Umberto Benedetto, trasmessa il 15 dicembre 1955.
- Elena, di Euripide, regia di Ottavio Spadaro, 25 luglio 1966.
- Le notti dell'anima, di Turi Vasile, regia di Enrico Colosimo, 14 febbraio 1967.
- Il Gattopardo, di Giuseppe Tomasi di Lampedusa, regia di Umberto Benedetto, dal 4 ottobre all'8 novembre 1969.
- Avventure di Luigi Panarini, di Vitaliano Brancati, regia di Umberto Benedetto, 9 agosto 1974.
- Il cadetto di Casa Spinalba, di Salvatore Ventura, regia di Umberto Benedetto, dal 13 al 31 ottobre 1975.
- I beati Paoli, di Luigi Natoli, regia di Umberto Benedetto, dall'11 ottobre al 3 novembre 1976.
- Quando fiorisce il vino nuovo, di Bjørnstjerne Bjørnson, regia di Romano Bernardi, 27 gennaio 1978.